# 香川愛生とふたりで将棋
『香川愛生とふたりで将棋』（かがわまなおとふたりでしょうぎ）は、シルバースタージャパンより2020年10月30日に発売されたコンピュータ将棋ソフト。

## 概要
将棋の女流棋士の香川愛生が作品内に登場するソフトで、タイトルが示すようにプレイヤーが香川とペアを組んで将棋を指すペア将棋のモードがあることが特徴。シルバースタージャパンの将棋ソフト『銀星将棋』シリーズをベースにしつつアイデアが盛り込まれた。
本作は、香川が当時代表取締役社長を務めゲームクリエイターの蛭田健司も代表取締役を務める株式会社AKALIが手掛けた初のソフトで、香川が企画・原案・出演、蛭田がプロデュースを行った。2人で将棋ゲームを作りたいという思いは起業前の2016年の時点からあり、2017年開催のゲーム開発者向けイベント「CEDEC 2017」では2人で登壇し将棋ゲームのアイデアについて語っている。2019年の夏頃から開発の話が動き始め、1年ほどの期間が費やされた。
ペア将棋のモードは、香川の「私と一緒に将棋を楽しみ、強くなる」というコンセプトが反映されている。香川は、2017年にAIが名人に勝利した出来事などから将棋とAIの関わりについて考えるようになり、AIを活用しつつ人と遊ぶことの面白さを取り入れたいという考えに至った。

## ゲームモード
通常対局
コンピュータとの対局または人間同士の対局を行うモード。対局中は、まった（指し手を戻す）やヒント表示を行うことができ、対局両者の形勢を折れ線グラフ化した形勢グラフの閲覧も可能。また、入力し保存した棋譜データを読み込んで再生したり対局を再開したりできる機能もある。
将棋道場
後述のキャラクターを相手にして対局するモード。各キャラクターはそれぞれ得意な戦法を持っている。
ペア将棋
後述のキャラクターのうち2人のペアを相手にして、プレイヤーと香川のペアで対局するモード。このモードでは将棋道場を舞台とした物語が展開され、対局の前後に会話イベントが挿入される。対局中には、プレイヤーの手順をパスして香川に代わりに指してもらうこともできる。
将棋教室
香川が将棋のルールなどを解説する動画を閲覧できるモード。合間には三択問題が出題される。
詰将棋
詰将棋の問題が出題されるモード。全100問。

## 対局相手
初期の時点で選択できるのは売店の店員と道場の少年のみで、ペア将棋モードで勝利するごとに順次追加される。
売店の店員
得意な戦法：美濃囲、向かい飛車
将棋道場の売店の女性店員。おっとりした性格。ペア将棋モードでプレイヤー側が勝利すると香川に「番長」と揮毫された扇子を勧める。
道場の少年
得意な戦法：横歩取り、森下システム
将棋道場の少年。生意気な性格。某女流棋士の子供時代に似ており、香川も「どこかで見たような…」と口にする。
将棋アイドル
得意な戦法：角換わり、藤井システム
将棋の普及のために活動する女性アイドル。初段の取得を目指し勉強している。「あなたのハートに頭金」がキャッチフレーズ。
ラノベ作家
得意な戦法：四間飛車、相掛かり
将棋を題材としたライトノベルを執筆する男性作家。出す作品が次々とベストセラーになっており、香川もファンを公言している。
将棋実況者
得意な戦法：ひねり飛車、居飛車穴熊
オンライン将棋の対局動画を配信する女性実況者。対局しながら解説を行い棋力向上のポイントまで織り込む才能を持つ。初対面時に香川は「どこかで見たような…」と口にする。
アナスタシア
得意な戦法：矢倉、居飛車
プロ参加の棋戦に出場する実力を持つ女子小学生。通称アーニャ。母がロシア人で、会話では時折ロシア語を交える。香川が監修を務めるくずしろの将棋漫画『永世乙女の戦い方』からのゲストキャラクター。
早乙女香（さおとめ こう）
得意な戦法：中飛車、三間飛車
女流棋士の女子高校生。将棋道場で最強の実力者。形勢が不利になると鬼のような形相を見せることもある。『永世乙女の戦い方』からのゲストキャラクター。
香川愛生
得意な戦法：全戦法
ペア将棋モードで全ての対局に勝利すると解禁され、将棋道場モードで対局相手となる。

## 受賞
- 第35回Vectorプロレジ大賞 ゲーム・アミューズメント部門賞[10]